# Filmverleih
Der Filmverleih (englisch film distribution, „Filmvertrieb“) ist in der Medienwirtschaft ein Medienunternehmen, dessen Betriebszweck in der Beschaffung und dem Vertrieb von Kinofilmen besteht.
Das Grundwort „Verleih“ ist juristisch falsch, weil die Filmkopien vom Verleih nicht unentgeltlich verliehen, sondern gegen Gebühr (Filmmiete) vermietet werden, bei digitalen Vorführungen teils auch elektronisch übertragen werden. In der Umgangssprache hat sich jedoch der Begriff „Filmverleih“ (ähnlich wie auch Leihwagen) eingebürgert.
Der Filmverleih nimmt teilweise die Funktionen eines Verlages wahr („Filmverlag“) und stellt die Handelsstufe zwischen Filmproduktion und Filmpräsentation dar. Er betreibt die Acquise und Beschaffung von Kinofilmen, deren Marketing mit Öffentlichkeitsarbeit, Planung der Anzahl der Filmkopien bis hin zur Festlegung des Kinostarts verbunden ist. Meist übernimmt der Verleih auch den Lizenzhandel für die übrigen Absatzwege der Filmverwertung wie Video-on-Demand, DVD oder Fernsehen.

## Aufgaben
In der Filmwirtschaft werden die Verträge über die Filmverwertung in aller Regel durch den Filmhersteller geschlossen, wobei diesem durch die Filmurheber zuvor die Nutzungsrechte eingeräumt wurden. Klassische Verwertungsform bei Kinofilmen ist die Filmvorführung in einem Kino. Hierfür schließt der Filmhersteller mit einem Filmverleih einen Filmvorführungsvertrag ab, der es dem Filmverleih ermöglicht, einen bestimmten Kinofilm – mit örtlichen und zeitlichen Beschränkungen – in Kinos vorzuführen. Die Auswertung als Video erfolgt meist später und räumt einem Hersteller von Bildträgern (DVD, Videokassetten) die Vervielfältigung der Videodateien ein. Wiederum danach kann die Ausstrahlung im Fernsehen mittels vom Filmhersteller eingeräumten Senderecht erfolgen.
Der Filmverleih erwirbt die nationalen Verwertungsrechte eines Kinofilms und stellt diesen in Form von Filmkopien den Betreibern von Kinos gegen Entgelt zur Verfügung. In den USA wird ein Film oft lediglich in einer begrenzten Zahl von ausgewählten Kinos gezeigt (englisch limited run), später aufgrund der Nachfrage werden weitere Kinos eingebunden (englisch platforming), die maximale Verbreitung wird durch eine große Zahl von Kopien im Rahmen einer Werbekampagne erreicht (englisch general release). Der Verleih setzt einen Zeitpunkt fest, in dem der Film offiziell auf den Markt kommt (in Deutschland: Bundesstart). Im Rahmen von Filmfestivals oder ähnlichem sind auch offizielle Vorpremieren oder unangekündigte Sneak Previews möglich. Darüber hinaus gibt es Pressevorführungen. Auch die überregionale Werbung für einen Film liegt bei den Verleihern, während die regionale Werbung (außer in Großstädten) zumeist den lokalen Kinos überlassen ist. Der Verleiher unterstützt die lokalen Kinos durch Werberatschläge.
In der Regel werden vom Hersteller der Filme (Produzent oder dem von ihm beauftragten Weltvertrieb) die Rechte für die nationale Verwertung erworben. Der Verleih kümmert sich nun um eine entsprechende marktgerechte Bearbeitung des Films (Synchronisation, Untertitelung) und die Altersfreigabe (Vorlage bei der Freiwilligen Selbstkontrolle etc.). Es kann vorkommen, dass der ursprüngliche Film gekürzt wird, um eine für die Vermarktung günstigere Altersfreigabe zu erhalten. Es ist aber auch möglich, dass ein Film, der in seinem Ursprungsland aus denselben Gründen gekürzt wurde, hier in einer längeren Fassung verliehen wird. Die Verleihvorkosten für die technische Veröffentlichung und Bewerbung des Kinostarts fasst man unter dem Begriff Prints and Advertising (P&A) zusammen.

## Verleihvorgang
Der Verleih stellt nun den Kinos die heute in der Regel digitalen Filmkopien sowie deren Vorführungsrecht zur Verfügung und erhält dafür in der Regel einen prozentualen Anteil der Einnahmen. Er kümmert sich um die Terminierung (wann die Filme wo eingesetzt werden), während Lagerung und Versand oftmals von unabhängigen regionalen Filmlagern oder zentralen Logistikfirmen erledigt werden.
Digitale Kopien der Filme werden in der benötigten Zahl auf Festplatten hergestellt, die an die Kinos geliefert werden. Zur Reduzierung der Lagerkosten wird nach der ersten, massiven Auswertung ein Großteil dieser Festplatten für neue Filme wiederverwendet. Zu Zeiten analoger Filmdistribution wurde ein Großteil der Kopien vernichtet bzw. das Trägermaterial (Polyester) dem Recycling zugeführt.
Meist hat der Verleih die nationalen Rechte an der Filmauswertung nur für einen begrenzten Zeitraum erworben. Gerade im Bereich der nichtgewerblichen Filmarbeit (Filmclub, Kommunales Kino, Filmfestivals) kommt es daher vor, dass ein Verleih noch Kopien, aber keine Rechte mehr hat, die dann vom Kinobetreiber zusätzlich zur Gebühr an den Verleiher extra beim Weltvertrieb oder sonstigen Rechteinhaber erworben werden müssen. Ebenso kann es vorkommen, dass zwar noch Rechte für die nationale Aufführung beim Verleih liegen, der aber über keine spielbare Filmkopie mehr verfügt, die dann anderweitig (Kinemathek, Filmsammler, Archiv) beschafft und ebenfalls extra bezahlt werden muss.
Eine zu Beginn der 1920er Jahre von amerikanischen Filmkonzernen angewandte, illegale Methode, um Kinos zur Abnahme aller im eigenen Verleih befindlichen Filme zu nötigen, war das Blocksystem. Damit sollte der europäische Markt für eigene Produktionen gesichert werden.
Mit der Verbreitung des Digitalen Kinos haben sich auch die Abläufe im Vertrieb der Filmkopien völlig verändert: Die Verleiher versenden ihre Filme in Form kompakter Festplatten (in der Regel in stabilen Wechseleinschüben, teilweise in Form von USB-Festplatten) mit Digital Cinema Packages per Post und anderer Unternehmen. In jüngster Zeit beginnt sich auch die rein digitale Distribution per Satellit oder Breitband-Verbindungen zu etablieren, in Europa ist diese Technik (im Gegensatz z. B. zu den USA) aber noch wenig verbreitet.
Obwohl seit Einführung der digitalen Filmkopien die Kosten des Verleihs pro Kopie extrem gesunken sind, legt der Filmverleih in der Regel dennoch eine Startkopienzahl vorab fest. Übliche Startkopienzahlen in Deutschland liegen zwischen weniger als 10 bei sehr kleinen Filmkunstfilmen bis zu über 1000 bei Blockbustern.
In Zeiten analoger Distribution war es entscheidend, dass eine Filmkopie, die in einer Spielwoche (also bis Mittwoch) in einem Kino eingesetzt wurde, bereits am Folgetag zur neuen Spielwoche in einem anderen Haus gespielt werden konnte. Hierfür existierte der Berufszweig des Filmspediteurs, der in der Nacht von Mittwoch auf Donnerstag alte Kopien abholte und neue aus dem Filmlager oder von einem Vorspieler brachte. Diese Form der Belieferung ist weitgehend weggefallen. Manche Speditionen versorgen seither die Kinos mit Produkten des gastronomischen Bereiches (Süßigkeiten, Zutaten für Popcorn etc.).
Die Kinos führen einen Anteil der Kasseneinnahmen an die Verleiher ab. Die sogenannte „Verleihmiete“ kann bis zu 60 % der Kasseneinnahmen betragen. Üblich ist auch eine „Mindestgarantie“ (MG): Liegen die Einnahmen unter einer festgesetzten Grenze, muss das Kino statt der Verleihmiete die MG bezahlen.

## Nichtgewerblicher Filmverleih
Es gibt auch nichtgewerbliche Filmverleihe (z. B. Landesfilmdienste / Landesmediendienste e. V., Matthias-Film der Evangelischen Kirche in Deutschland) von denen sich aber viele, auch Landes- und Kreisbildstellen, auf DVDs und BluRays beschränken. Früher war auch das z. B. in Schulen und Jugendarbeit gebräuchlichere Schmalfilmformat 16 mm üblich. Im gewerblichen Bereich (Kino) wird fast ausschließlich mit digitalen Filmkopien sowie früher dem 35-mm-Format gearbeitet.

## Geschichte
Der 28. Dezember 1895 gilt als die Geburtsstunde des Kinos, als die Brüder Lumière erstmals in Paris eine öffentliche Filmvorführung (mit Straßenszenen, Sportaufnahmen und Nachrichten) eines Stummfilms anboten. Die Funktion des Filmverleihs entstand erst mit Beginn der kommerziellen Filmproduktion. Diese begann im Februar 1910 in Hollywood mit den Dreharbeiten von David Wark Griffith für den 17-minütigen Film „In Old California“, der innerhalb von drei Tagen gedreht wurde und dessen Uraufführung am 10. März 1910 stattfand. Griffith lobte die dortigen Arbeitsbedingungen, was 1911 insgesamt 15 Filmstudios dazu bewegte, von New York nach Los Angeles umzuziehen. Die Filmindustrie war entstanden.
In Deutschland wurde im Dezember 1917 die Filmproduktionsgesellschaft UFA gegründet, die auch als Filmverleih fungierte. Vor und während der beiden Weltkriege wurde sie häufig für Propagandafilme – oft in Spielfilmen verpackt – missbraucht, konnte sich jedoch zur größten deutschen Filmproduktionsgesellschaft entwickeln. Nie wieder war der deutsche Film so international und vielsprachig wie in den 1920er und 1930er Jahren, nie wieder hatte er eine solche globale Ausstrahlung. Nach Berlin und Babelsberg kamen Filmschaffende aus aller Welt (beispielsweise Alfred Hitchcock 1924/1925), und als größter europäischer Filmkonzern war die UFA der einzige, der Hollywoods rasch wachsender Dominanz auf dem Weltmarkt entgegenstellte. Die Markenrechte an der UFA erwarb im Januar 1964 der Medienkonzern Bertelsmann.
Erst durch die Kommerzialisierung des Kinofilms auf einem Massenmarkt ergab sich die Notwendigkeit, die betriebliche Funktion des Vertriebs in eigens gegründete Filmverleih-Unternehmen auszulagern. Der bereits im Jahr 1997 als Online-Filmverleih gegründete Online-Dienst Netflix bietet seit 2007 auch das aktuell so beliebte Streaming an. Mittlerweile sind dort nicht mehr nur die Serien und Filme großer Studios international abrufbar, sondern es werden auch Eigenproduktionen vermarktet.

## Statistik
Im Jahr 2022 wurden in deutschen Kinos 491 Langfilme, davon 391 Spielfilme und 100 Dokumentarfilme erstaufgeführt. Nach dem Lockdown von November 2020 bis Juni 2021 stieg das Filmangebot im zweiten Halbjahr 2021 überproportional an, der Filmstau wurde abgebaut. Dieser Trend wurde im Jahre 2023 jedoch nicht fortgesetzt. Gegenüber 2019 gelangten 26 % weniger Spielfilme und 39 % weniger Dokumentarfilme auf den Kinomarkt. Von den insgesamt 391 erstaufgeführten Spielfilmen waren 127 deutsch (32 %), 87 US-amerikanisch (22 %), 39 französisch (10 %), 20 türkisch (5 %) und 16 britisch (4 %). Die stärksten Genres waren Kinder- und Jugendfilme mit 22,9 %, Actionfilme mit 22,5 % und Science-Fiction-Filme und Filmkomödien mit 13,9 % Besucher-Marktanteilen. 56 % der Besuche von Kinder- und Jugendfilmen wurden 2022 von US-Produktionen generiert, 40 % von deutschen Produktionen.
Goldmedia zufolge gab es in Deutschland 2020 insgesamt 736 aktive Film- und Fernsehproduktionsfirmen. Berlin ist mit rund 173 Unternehmen das Bundesland mit den meisten Produktionsfirmen. Es folgen Nordrhein-Westfalen mit 162 aktiven Firmen und Bayern mit 144 Produktionsunternehmen. Zu den größten Film- und Fernsehproduktionsgruppen in Deutschland nach Produktionsvolumen gehören All3Media (64.900 Minuten), Banijay Group (51.800 Minuten) sowie die UFA mit rund 50.800 Minuten. Als wesentliche Produktionsstandorte haben sich Potsdam (Studio Babelsberg) und Berlin (Studio Berlin Adlershof), Köln (MMC Studios Cologne, EMG Germany) und München (Bavaria Film, Geiselgasteig) herauskristallisiert.

## Wirtschaftliche Aspekte
Der Filmverleih fungiert als Intermediär zwischen Filmproduktion und Kinos. Damit übernimmt er die Rolle des Verlags und wird deshalb zu den Medienunternehmen gerechnet.
Der Filmverleih ist die inländische Kinoauswertung, während die internationale Auswertung als „Filmvertrieb“ bezeichnet wird.
Die Interessen der deutschen Verleiher werden vom Verband der Filmverleiher (VdF) und der AG Verleih vertreten.

## Unternehmen
In Europa dominieren US-amerikanische Verleiher. Über die größten Marktanteile verfügen:
- Walt Disney Studios Motion Pictures (ehemals Buena Vista International)
- Warner Bros.
- 20th Century Fox
- Universal Pictures
- Paramount Pictures
- Lionsgate
- Sony Pictures Entertainment

Bedeutendste deutsche Verleiher sind
- Constantin Film
- Concorde Filmverleih (ein Unternehmen der Tele München Gruppe)
- Studiocanal (ehem. Kinowelt)
- Tobis Film
- Universum Film

Deutsche Kleinverleiher (alphabetisch) sind
- 3L Filmverleih
- Across Nations Filmverleih
- Alamode Filmdistribution
- Alpenrepublik
- Ascot Elite
- Arsenal Filmverleih
- Basis-Film Verleih
- Camino Filmverleih
- Capelight Pictures
- CCC – Cologne Cine Collective
- Cinemien
- Crunchyroll GmbH
- Delphi Filmverleih
- DCM Film Distribution
- Der Filmverleih
- Drop-Out Cinema
- eksys’tent distribution
- farbfilm*filmverleih
- Film Kino Text
- Filmwelt Verleihagentur
- Freebird Pictures
- Grandfilm
- Kinostar
- Koch Films
- KOOL Filmdistribution
- Macchiato Pictures
- Majestic Film
- MFA+
- mindjazz pictures
- Movienet Film
- Neue Visionen
- NFP*
- One Filmverleih
- Pandastorm Pictures
- Pandora Film Verleih
- Peppermint Anime
- Piffl Medien
- polyband Medien
- Prokino Filmverleih
- Progress
- Rapid Eye Movies
- RealFiction Filmverleih
- Salzgeber (Filmverleih)
- Schwarz-Weiss Filmverleih
- Sodawasser Pictures
- Splendid Medien
- SquareOne Entertainment
- Summiteer Films
- Tempest Film
- Tiberius Film
- UCM.ONE
- W-film Distribution
- Weltkino Filmverleih
- Wild Bunch
- X-Verleih (s. X Filme Creative Pool)
- Zorro Film

Ehemalige deutsche Verleiher
- Amazonas Filmverleih
- CineVox
- endfilm
- Filmverlag der Autoren
- Jugendfilm-Verleih
- Scotia Filmverleih
- Senator Film Verleih
- Ventura Filmverleih
- Verleihgenossenschaft der Filmemacher